# Brian Riemer
Brian Riemer (22 september 1978) is een Deens voetbaltrainer. Sinds oktober 2024 is hij bondscoach van het Deens voetbalelftal. Daarvoor was hij hoofdtrainer van RSC Anderlecht en jeugd- en assistent-trainer bij verschillende Deense en Engelse clubs.

## Carrière
Riemer begon zijn trainerscarrière bij de jeugd van de Deense clubs Hvidovre IF en FC Kopenhagen. Van 2012 tot 2015 was hij in Kopenhagen assistent-coach en videoanalist van onder andere Ariël Jacobs. In 2013 wonnen ze de landstitel.
Riemer vertrok in 2018 naar het Engelse Brentford om er assistent te worden van zijn landgenoot Thomas Frank. Onder hun leiding promoveerde de club in het seizoen 2020/21 voor het eerst in haar bestaan naar de Premier League. 
In december 2022 trok CEO Sport Jesper Fredberg van RSC Anderlecht hem aan als nieuwe hoofdtrainer ter vervanging van de ontslagen Felice Mazzù. Riemer kreeg een contract tot medio 2024, wat in september 2023 werd verlengd tot medio 2026.
De Deen leidde Anderlecht in zijn eerste seizoen naar de kwartfinales van de Conference League, waarin het door AZ Alkmaar in twee wedstrijden uitgeschakeld werd. In de Belgische competitie eindigde hij met de Brusselse club op een historisch slechte elfde plaats, waardoor paars-wit niet geplaatst was voor de Europe play-offs en het seizoen al eind april 2023 afgelopen was.
In zijn tweede seizoen eindigde Riemer met Anderlecht op de derde plaats, waardoor de club geplaatst was voor de Europa League. Seizoen 2024/25 begon met degelijke resultaten, maar met matig spelniveau. Op 19 september 2024, twee dagen na het 0-2 thuisverlies tegen KRC Genk, werd de Deen ontslagen.
Op 24 oktober 2024 werd Riemer voorgesteld als nieuwe bondscoach van de Deense nationale ploeg. Hij kreeg een contract tot en met het WK 2026. Riemer ging bij zijn debuut als Deens bondscoach op 15 november met 1-2 de boot in tegen Europees kampioen Spanje. Drie dagen later speelde Denemarken op de slotspeeldag van de UEFA Nations League gelijk tegen Servië, waardoor Denemarken zich als nummer twee in de groep plaatste voor de kwartfinale van het toernooi.